# Allophylus maestrensis
Allophylus maestrensis är en kinesträdsväxtart som beskrevs av Lippold. Allophylus maestrensis ingår i släktet Allophylus och familjen kinesträdsväxter. Inga underarter finns listade i Catalogue of Life.